# Gisa Pahl
Gisa Pahl, auch Gisela Pahl, geb. als Gisela Degner, Pseudonym Gisela Sedelmaier (* 1957 in Stuttgart), ist eine Rechtsanwältin aus Hamburg.
Als maßgebliche Initiatorin und Hauptverantwortliche des Deutschen Rechtsbüros (DRB) ist sie laut Manfred Murck „eine wichtige Stütze der aktiven, gewaltorientierten rechtsextremistischen Szene in Norddeutschland und darüber hinaus.“

## Leben und Beruf
Die Tochter einer Vertriebenenfamilie studierte Rechtswissenschaften in Tübingen. Im Oktober 1983 erhielt sie ihre Zulassung bei der Hanseatischen Rechtsanwaltskammer Hamburg. Sie arbeitete zunächst in der Kanzlei des Rechtsanwalts Jürgen Rieger. Von 1973 bis 1983 war Pahl beim Bund Heimattreuer Jugend (BHJ) aktiv. Vom Verfassungsschutz wird sie als Hauptaktivistin im BHJ angesehen. Pahl gehörte dem Hamburger Landesverband der Republikaner bis 1993 an. Sie war Vorsitzende des Landesschiedsgerichts. Pahl scheut die Öffentlichkeit und benutzt für ihre Veröffentlichungen Pseudonyme. Szeneweit bekannt ist ihr 1990 pseudonym erschienener Ratgeber „Mäxchen Treuherz und die juristischen Fußangeln“. In der Broschüre wird mit Hilfe eines „Mäxchen Treuherz“ leicht verständlich und nach Sachgebieten geordnet straffreies Verhalten bei Demonstrationen, Hausdurchsuchungen oder Zeugenaussagen erläutert. Der Bestseller erschien 2005 als Neudruck beim NPD-Verlag Deutsche Stimme. Obwohl sie eine szenebekannte Rechtsanwältin ist, „wird ihre Bedeutung oft unterschätzt.“ Gisa Pahl hatte regelmäßigen Kontakt zu Angehörigen des Neonazi-Netzwerks Thüringer Heimatschutz. Sie pflegt Kontakte zur NPD, der „Gesellschaft für freie Publizistik“ und dem neonazistischen Netzwerk „Freies Netz Süd“.

### Deutsches Rechtsbüro
Sie ist maßgebliche Initiatorin und Hauptverantwortliche des „Deutschen Rechtsbüros“. Formal gehört es dem Verein „Deutscher Rechtsschutzkreis e.V.“ mit Sitz in Bochum an und ist auch über ein Postfach in Birkenwerder in Brandenburg zu erreichen. Das DRB ist eine im April 1992 in Hamburg gegründete Anlauf- und Koordinierungsstelle für juristischen Rat suchende Personen und Organisationen aus der rechtsextremen Szene. Es beschreibt sich selbst als „Selbsthilfegruppe“ zur Wahrung der Grundrechte „nationaler“ „politisch unkorrekter“ Deutscher. Es unterhält ein Archiv mit über 2.700 Urteilen zu verschiedenen Themenfeldern, aus welchem Kopien angefordert werden können, um in einem laufenden Verfahren Beispiele für Freisprüche oder Strafmilderungen anführen zu können. Auch zu über 1.500 Tonträgern besteht eine Liste mit Gutachten und Urteilen. Daher ist Pahl laut Manfred Murck, „eine wichtige Stütze der aktiven rechtsextremistischen,gewaltorientierten rechtsextremistischen Szene in Norddeutschland und darüber hinaus,“ nach Katharina König-Preuss „fast eine Bedingung für die Neonazi-Szene so eine sehr nahe und vertrauensvolle Anwältin zu haben,“, da laut Publikative.org „es in der Neonazi-Szene wenige Rechtsanwälte gibt […] Praktisch alle neofaschistischen Organisationen und Zeitschriften werben für das DRB, arbeiten mit diesem zusammen und suchen dort Hilfe.“

#### Verbindungen zum NSU
In den Trümmern der Wohnung des NSU in Zwickau fanden die Ermittler einen Zettel mit Namen von zehn rechten Organisationen und Personen, denen allen wahrscheinlich der NSU 2002 zusammen mit einem Anschreiben Geld spendete. Auf der Liste stand auch das „Deutsche Rechtsbüro“. Den Behörden sei es unklar, wer 2002/03 verantwortlich für das DRB gewesen ist. Der Generalbundesanwaltschaft zufolge sei es daher wegen der hohen Hürden eine Durchsuchung rechtlich nicht möglich. Von 2000 bis 2002 war Tino Brandt, Chef des Thüringer Heimatschutzes, Domaininhaber der Website „www.deutsches-rechtsbuero.de“ Im Mai 2001 flog Brandts Tätigkeit als V-Mann des Thüringer Verfassungsschutzes auf. Er war aber 2002 immer noch verantwortlich für die Webpräsenz des Deutschen Rechtsbüros. Eine Anfrage der Abgeordneten Christiane Schneider zu Verbindungen zwischen Pahl und dem NSU in der Hamburger Bürgerschaft Ende August 2013 ließ die Innenbehörde mit Verweis auf das Ermittlungsverfahren zum NSU weitgehend unbeantwortet, da nur der Generalbundesanwalt berechtigt ist, hierüber Auskunft zu geben.

### Mandate

#### Rechtsberatung
Gisa Pahl erstellt Rechtsgutachten zur strafrechtlichen Relevanz von Liedern. Sie beriet Jens Pühse beim „Projekt Schulhof“ 2004. Der Bundesgerichtshof urteilte 2008 zum vermeidbaren Verbotsirrtum im Falle ihres Gutachtens für Pühse: „...dass in zumindest einem früheren Fall [...] trotz eines Gutachtens von Rechtsanwältin P., welches zu dem Ergebnis gekommen war, die auf der CD befindlichen und von ihr geprüften Texte seien erlaubt, die CD im Nachhinein bezüglich dreier Lieder durch die Bundesprüfstelle für jugendgefährdende Schriften indiziert wurde, was zu einer Neuauflage führte, in der die beanstandeten Lieder durch andere ersetzt wurden. Der Angeklagte hatte somit begründeten Anlass, an der Verlässlichkeit der Auskunft zu zweifeln und durfte auch aus diesem Grunde nicht ohne Weiteres auf das pauschale Ergebnis der entsprechenden Begutachtung vertrauen.“ Ihr Gutachten hinsichtlich der Straffreiheit des Liedes „Dönerkiller“ im Strafverfahren gegen Daniel „Gigi“ Giese befand das Amtsgericht Meppen als „absolut fernliegend“, und betrachtete sie als Aktivistin der rechtsextremistischen Szene.
Allerdings bestätigte der Bundesgerichtshof am 4. April 2013 einen Freispruch eines Angeklagten, dem vorgeworfen wurde, gem. § 86 Abs. 1 Nr. 4, Abs. 2 StGB Propagandamittel verfassungswidriger Organisationen verbreitet zu haben. Dieser habe in einem unvermeidbaren Verbotsirrtum gehandelt, da er sich auf das zuvor von Pahl erstellte Gutachten habe verlassen dürfen, welches eine strafrechtliche Unbedenklichkeit bescheinigt hatte: „Tatsächlich verfasste die Rechtsanwältin in den letzten 15 Jahren mehr als 300 Stellungnahmen in Fällen der vorliegenden Art. Anfängliche Versuche des Angeklagten, sie dazu zu veranlassen, gegen ihre Überzeugung die rechtliche Unbedenklichkeit von Texten zu bescheinigen, wies sie zurück. Dies akzeptierte der Angeklagte ebenso wie die Veränderungen und Streichungen, welche die Rechtsanwältin empfahl. Die Auskünfte der Rechtsanwältin erwiesen sich für den Angeklagten als zutreffend; er wurde bisher wegen der Herstellung der von ihm in Auftrag gegebenen CDs noch nie strafrechtlich belangt. [...] Die von ihr vorgenommene Einschätzung wurde schließlich im Ergebnis von der Bundesprüfstelle für jugendgefährdende Medien geteilt.“
Im Februar 2021 bestätigte das Bayerische Oberste Landesgericht die Verurteilung eines Allgäuer Neonazis wegen Volksverhetzung durch die Verbreitung rechtsradikaler Musik, nachdem der Angeklagte sich auf ein Gutachten von Gisa Pahl berufen hatte. Das Landgericht Memmingen hatte dazu entschieden, „die sogenannten Rechtsgutachten“ der Anwältin seien „nicht nachvollziehbar“.

#### Verfahren (Auswahl)
Mandanten waren:
- Jan Udo Holey[18]
- Robert Hepp[18]
- Hans-Helmuth Knütter[18]
- Gordon Richter[19]
- Franz Schmitz, Hamburger HIAG-Landesvorsitzender[18]
- Joachim Siegerist, Bundesvorsitzender des Vereins „Die Deutschen Konservativen“[18]
- Udo Voigt[18]
- Ralf Wohlleben, 2005 wegen einer Rechtsrock-Veranstaltung in Jena.[2]
- Nationaler Widerstand Dortmund (NWDO)[1]
- Organisatoren der Demonstration zum „Tag der deutschen Zukunft“ 2012 in Hamburg[20][1]
- Verlag + Agentur Werner Symanek[21]
- NPD-Bundesvorstand 2010 “www.npd-dvu.de”[22]
- NPD, Todesstrafe für Kinderschänder/gegen Inländerdiskriminierung 2007[23]
- NPD „Deutschland-Tour“ am 6. August 2012 in Halle[1]
- NPD-Fraktion im Landtag Mecklenburg-Vorpommern, „Nein zum G8-Gipfel – für eine Welt freier Völker“ 2007.[24]
- NPD-Landesverband Nordrhein-Westfalen, „Stoppt den Synagogenbau − 4 Millionen fürs Volk!“ 2004[25]
- NPD-Fraktion im Sächsischen Landtag[26]
- NPD-Landesverband Thüringen, „11. Thüringentag der nationalen Jugend - Volkstod stoppen!“[1]
- Kreisverband Aachen der Partei „Die Rechte“, vormals „Kameradschaft Aachener Land“[27]

### Schulungen und Reden (Auswahl)
Sie ist eine gefragte Referentin und sie führt Schulungen durch. Bekannte Teilnehmer einer Schulung sind:
- Uwe Böhnhardt in Heilsberg 1997[2]
- Christian Worch[2]

Für folgende Organisation hielt sie Schulungen ab oder referierte:
- „Jahresauftaktschulung“ der kommunalen Mandatsträger der NPD: Thema „Kontenklagen“ 2012.[1]
- Rede bei der Verbandstagung der Deutschen Burschenschaft: Thema „Meinungsfreiheit heute“, März 2007.[14][28]
- Reden bei der „Staats- und Wirtschaftspolitischen Gesellschaft e. V.“ 2002, 2011.[29][30]

## Schriften
- Gisela Sedelmeier: Mäxchen Treuherz und die juristischen Fussangeln. 2005, ISBN 3-9809648-0-9. (4 Auflagen seit 1990)
- Meinungsfreiheit heute. In: Burschenschaftliche Blätter. 122. Jahrgang, 2007, S. 79.
- Gegen die Chancengleichheit für alle politischen Parteien mit dem Recht auf verfassungsmäßige Bildung und Ausübung politischer Opposition gerichtete Bestrebungen. In: Josef Schüßlburner, Hans-Helmuth Knütter: Was der Verfassungsschutz verschweigt. Bausteine für einen Alternativen Verfassungsschutz-Bericht. Institut für Staatspolitik, Schnellroda 2007, ISBN 3-939869-51-1, S. 291. (PDF)
- Gegen die Achtung vor den im Grundgesetz konkretisierten Menschenrechten, vor allem vor dem Recht der Persönlichkeit auf Leben und freie Entfaltung gerichtete Bestrebungen. In: Josef Schüßlburner, Hans-Helmuth Knütter: Was der Verfassungsschutz verschweigt. Bausteine für einen Alternativen Verfassungsschutz-Bericht. Schnellroda 2007, S. 97. (PDF)